# Kipparsch
Kipparsch ist die veraltete, aber im rheinischen Regiolekt noch gebräuchliche, Bezeichnung für eine wundgeriebene Stelle (Wolf, Intertrigo) in der Analfalte.
Bekannt war das Wort bereits in der mitteldeutschen bzw. mittelniederdeutschen Sprache zwischen 1340 und 1424 als kipars und wurde zunächst in der Reiterei gebraucht, da ungeübte und unsichere Reiter oft im Sattel hin- und herkippen und sich dadurch nach einiger Zeit wundreiben.
In einigen Dialekten des Rheinlandes (vorwiegend im Westteil Nordrhein-Westfalens) ist der Begriff umgangssprachlich und in übertragener Bedeutung noch geläufig. Bekannte Redewendungen sind unter anderem sich einen Kipparsch arbeiten, sich einen Kipparsch laufen oder auch sich einen Kipparsch suchen für langwierige, oft unnütze oder ergebnislose Tätigkeiten.